# Giovanni VI di Nassau-Dillenburg
Giovanni VI di Nassau-Dillenburg (Dillenburg, 22 novembre 1536 – Dillenburg, 8 ottobre 1606) fu conte di Nassau a Dillenburg.
Viene indicato coi nomi di "Giovanni VI" o "Jan de Oude".
Era il secondo figlio del conte Guglielmo I di Nassau-Dillenburg e della sua seconda moglie, Giuliana di Stolberg-Wernigerode e fratello di Guglielmo I d'Orange. Egli fu il principale fautore dell'Unione di Utrecht.

## Famiglia e discendenza
Giovanni VI si sposò tre volte.
Dal primo matrimonio, il 16 giugno 1559 con Elisabetta di Leuchtenberg (1537 – 6 luglio 1579), ebbe dodici figli:
1. il conte Guglielmo Luigi di Nassau-Dillenburg (13 marzo 1560 – 31 maggio 1620);
2. il conte Giovanni VII di Nassau-Siegen (7 giugno 1561 – 27 settembre 1623);
3. il conte Giorgio di Nassau-Dillenburg (1º settembre 1562 – 9 agosto 1623);
4. Elisabetta (24 gennaio 1564 – 5 maggio 1611), che sposò in prime nozze, il 3 ottobre 1583, il conte Filippo IV di Nassau-Weilburg e in seconde nozze, il 7 maggio 1603, il conte Volfango Ernesto I di Isenburg-Büdingen;
5. Giuliana (6 ottobre 1565 – 4 ottobre 1630), che sposò in prime nozze, il 24 aprile 1588, il "conte delle Foreste e del Reno" (Wild- und Rheingraf) Adolfo Enrico di Salm-Dhaun e in seconde nozze, l'8 febbraio 1619, il conte Giovanni Alberto I di Solms-Braunfels;
6. Filippo (1º dicembre 1566 – 3 settembre 1595), colonnello dell'esercito olandese;
7. Maria (12 novembre 1568 – 10 maggio 1625), sposò il 2 dicembre 1588 il conte Giovanni Luigi I di Nasau-Wiesbaden-Idstein;
8. Anna Sibilla (29 settembre 1569 – 19 dicembre 1576);
9. Matilde (27 dicembre 1570 – 10 maggio 1625), sposò il 24 giugno 1592 il conte Guglielmo V di Mansfeld-Arnstein;
10. Alberto, nato e morto nel 1572;
11. il conte Ernesto Casimiro di Nassau-Dietz (22 dicembre 1573 – 2 giugno 1632);
12. il conte Luigi Gontrano di Nassau-Katzenelnbogen (15 febbraio 1575 – 12 settembre 1604).

Dal secondo matrimonio, contratto il 13 settembre 1580 con Cunegonda Giacoma di Simmern (1556-1586), ebbe altri due figli:
1. Amalia (27 luglio 1582 – 31 ottobre 1635), che sposò il 23 agosto 1600 il conte Guglielmo I di Solms-Greiffenstein;
2. Cunegonda (12 luglio 1583 – 4 aprile 1584).

In terze nozze, il 14 giugno 1586, sposò Giovannetta di Sayn-Wittgenstein (1561-1622) dalla quale ebbe ancora sette figli:
1. Giorgio Luigi, nato e morto nel 1588;
2. il principe Giovanni Ludovico di Nassau-Hadamar (6 agosto 1590 – 10 marzo 1653);
3. Giovannetta Elisabetta (13 febbraio 1593 – 13 settembre 1654), sposò il 16 dicembre 1616 il conte Corrado Gumprecht di Bentheim-Limburg;
4. Anna (24 novembre 1594 – 11 febbraio 1660), sposò il 19 giugno 1619 il conte Filippo Ernesto di Isenburg-Birstein;
5. Maddalena (13 novembre 1595 – 31 luglio 1633), sposò il 29 maggio 1624 il conte Giorgio Alberto I di Erbach-Schönberg;
6. Anna Amalia (19 luglio 1599 – 4 maggio 1667), sposò il 25 novembre 1648 il conte Guglielmo Ottone di Isenburg-Birstein;
7. Giuliana, nata e morta nel 1602.

## Ascendenza
|                                  |                                    |                              | Genitori                   |  |  | Nonni                            |  |  | Bisnonni |  |
|                                  |                                    |                              |                            |  |  | Guglielmo V di Nassau-Dillenburg |  |  | …        |  |
|                                  |                                    |                              |                            |  |  | Guglielmo V di Nassau-Dillenburg |  |  | …        |  |
|                                  |                                    | …                            |                            |  |  | Guglielmo V di Nassau-Dillenburg |  |  |          |  |
| Guglielmo I di Nassau-Dillenburg |                                    |                              |                            |  |  | Guglielmo V di Nassau-Dillenburg |  |  |          |  |
|                                  |                                    | Elisabetta d'Assia-Marburg   | Enrico III d'Assia-Marburg |  |  |                                  |  |  |          |  |
|                                  |                                    | Elisabetta d'Assia-Marburg   | Enrico III d'Assia-Marburg |  |  |                                  |  |  |          |  |
|                                  |                                    | Elisabetta d'Assia-Marburg   | Anna di Katzenelnbogen     |  |  |                                  |  |  |          |  |
| Giovanni VI di Nassau-Dillenburg |                                    | Elisabetta d'Assia-Marburg   |                            |  |  |                                  |  |  |          |  |
|                                  | Botho VIII di Stolberg-Wernigerode | …                            |                            |  |  |                                  |  |  |          |  |
|                                  | Botho VIII di Stolberg-Wernigerode | …                            |                            |  |  |                                  |  |  |          |  |
|                                  | Botho VIII di Stolberg-Wernigerode | …                            |                            |  |  |                                  |  |  |          |  |
| Giuliana di Stolberg-Wernigerode | Botho VIII di Stolberg-Wernigerode |                              |                            |  |  |                                  |  |  |          |  |
|                                  |                                    | Anna di Epppstein-Königstein | …                          |  |  |                                  |  |  |          |  |
|                                  |                                    | Anna di Epppstein-Königstein | …                          |  |  |                                  |  |  |          |  |
|                                  |                                    | Anna di Epppstein-Königstein | …                          |  |  |                                  |  |  |          |  |
|                                  |                                    | Anna di Epppstein-Königstein |                            |  |  |                                  |  |  |          |  |